# Renault Kiger
Renault Kiger este un SUV crossover subcompact produs și comercializat de Renault. A fost dezvăluit în ianuarie 2021 și a fost comercializat din martie 2021. Proiectat și fabricat în India, este poziționat sub Duster pentru a ocupa segmentul SUV-urilor crossover de sub 4 metri din India.